# Villefranche-sur-Cher
Villefranche-sur-Cher – miejscowość i gmina we Francji, w Regionie Centralnym, w departamencie Loir-et-Cher.
Według danych na rok 1990 gminę zamieszkiwało 2298 osób, a gęstość zaludnienia wynosiła 84 osoby/km² (wśród 1842 gmin Regionu Centralnego Villefranche-sur-Cher plasuje się na 161. miejscu pod względem liczby ludności, natomiast pod względem powierzchni na miejscu 409.).